# Pitcairn (eiland)
Pitcairn is het enige bewoonde eiland van de Pitcairneilanden. Het is ongeveer 5 km² groot. Het eiland heeft geen vliegveld of haven en is alleen bereikbaar per schip via de rede van Bounty Bay. Dat kan alleen bij gunstige weersomstandigheden - bij slecht weer vaart het schip verder. Het eiland wordt wel beschouwd als een van de meest afgelegen plaatsen ter wereld.
De bewoners verbouwen hun eigen voedsel. Ze vissen en verkopen soms honing of houtsnijwerk (vliegende vissen uit hout gesneden) en postzegels aan passerende schepen. Er is een Australische huisarts aanwezig, die in geval van nood zelfs operaties uitvoert. Het gevoel van isolement moet, volgens mensen die er geweest zijn, enorm zijn. Dat isolement leidt ook tot merkwaardige seksuele verhoudingen. De schaarste aan partners resulteert in zaken die elders niet voorkomen: zussen die een echtgenoot delen en grote leeftijdsverschillen tussen partners. De afgelopen jaren kozen meerdere jonge bewoners ervoor te vertrekken, vooral naar Nieuw-Zeeland en Australië, maar sommigen ook naar Groot-Brittannië. In 2003 werd voor het eerst in zeventien jaar een kind geboren.
De taal die er wordt gesproken is zowel Engels als de lokale taal Pitcairnees, dat is een mengsel van Engels met de taal van Tahiti. Het eiland wordt 2022 bestuurd door de Britse gouverneur Iona Thomas vanuit Auckland, Nieuw-Zeeland.
Het enige dorp op Pitcairn is Adamstown. Het eiland telde in 2021 ca. 50 inwoners.

## Geschiedenis
Het eiland werd in 1767 ontdekt en genoemd naar de toen vijftienjarige matroos die het ontdekte, Robert Pitcairn. Het eiland was toen onbewoond, maar er waren sporen van eerdere bewoning.
In 1790 zochten negen muiters van de HMAV Bounty, samen met twaalf Tahitiaanse vrouwen en zes Tahitiaanse mannen en een baby, hun toevlucht tot het eiland. Zie Muiterij op de Bounty. Niet alle vrouwen waren vrijwillig meegekomen.
Het verschil in aantal mannen en vrouwen, samen met het feit dat kort na aankomst twee van de vrouwen (Faahotu en Obuarei) stierven en het als slaaf behandelen van de Tahitiaanse mannen, leidde tot een tweetal bloedige conflicten, waarbij op 3 oktober 1793 vijf van de muiters (waaronder Fletcher Christian) en kort daarop de vijf nog overgebleven Tahitiaanse mannen omkwamen. Twee van de vier overlevende muiters (Quintal en McCoy, waarschijnlijk de grootste rabauwen) kwamen in de volgende jaren gewelddadig om het leven. Uiteindelijk stierf Edward Young op Kerstdag 1800 aan astma en John Adams, eigenlijk Alexander Smith, bleef als enige van de muiters over. Hij stichtte een gelovige samenleving op het eiland.

### Na 1808
Pas in 1808 werd de kleine samenleving weer ontdekt, door het Amerikaanse schip Topaz, en in 1814 door een Brits schip. Slechts een van de originele immigranten – Teehuteatuaunua (Jenny), de partner van omgekomen muiter Isaac Martin – verliet in 1817 het eiland om voorgoed terug te gaan naar Tahiti. De oudst overlevende originele immigrant van Pitcairn was Teraura, die als vijftienjarig meisje naar Pitcairn was gekomen als partner van Edward Young. Zij stierf op 75-jarige leeftijd in 1850. Het eiland werd samen met de eilanden eromheen (Henderson, Ducie en Oeno) in 1838 onderdeel van het Britse Rijk.
Na een aantal roerige periodes met onder andere dictator Joshua Hill van 1832 tot 1838 werd de bevolking geëvacueerd, eerst naar Tahiti (1831) gedurende slechts zes maanden en later naar het eiland Norfolk (1856).
De bewoners bekeerden zich tot de religie van zevendedagsadventisten in 1886.
Een dubbele moord op 19 juni 1897 waarbij Harry Albert Christian zijn vrouw Julie Warren en hun kind Linda Warren om het leven bracht om met een ander te kunnen trouwen, resulteerde in zijn executie in Suva op Fiji.

### Na 2000
In 2004 kwam Pitcairn in het nieuws in verband met een aantal verkrachtingszaken, waarbij een kwart van de mannelijke bevolking betrokken is geweest. Zes bewoners werden in 2007 in hoger beroep veroordeeld tot zes jaar gevangenisstraf. Begin maart van dat jaar werd Brian Michael John Young tot zes en een half jaar celstraf veroordeeld voor de verkrachting van jonge meisjes op het eiland. Het jongste slachtoffer zou amper negen jaar zijn geweest. De feiten waren al minstens veertig jaar aan de gang. Drie van de veroordeelden zijn directe afstammelingen van Fletcher Christian. De volgende mannen stonden terecht of werden veroordeeld:
- Steve Christian (1951), oud-burgemeester van Pitcairn: 3 jaar cel
- Randy Christian (1974), zoon van Steve Christian, voorzitter van het Interne Comité: 6 jaar cel
- Len Brown (1926), schoonvader van Steve Christian: 2 jaar cel, vanwege zijn leeftijd omgezet in huisarrest
- Dave Brown (1954): 400 uur taakstraf
- Dennis Christian (1957), de postbode: 300 uur taakstraf
- Carlisle Terry Young (1958): 5 jaar cel
- Brian Michael Young (1954): voormalig magistraat: 6,5 jaar cel
- Jay Warren (1956), voormalig magistraat, vrijgesproken

Het Verenigd Koninkrijk heeft zeven cipiers gestuurd om een gevangenis te beginnen. Tevens werden maatschappelijk werksters op het eiland gestationeerd. Sinds 23 april 2009 is de celstraf van Brian Young - de laatste veroordeelde die nog vastzat - omgezet in huisarrest. Bij de overige veroordeelden was dat al eerder gebeurd. De gevangenis is nu in gebruik als gastenhuis. Over deze zaak geldt voor de bevolking een spreekverbod.

### De huidige bewoners
De huidige bewoners zijn afstammelingen van de muiters, die teruggekeerd zijn na de evacuatie naar Norfolk. In de loop der tijd is er wel wat bloed van buiten gekomen, maar slechts in geringe mate zodat er een hoge graad van inteelt is. De naam Brown, een van de vier familienamen op het eiland, is afkomstig van een latere immigrant en niet van de muiter Brown. Datzelfde geldt voor de naam Warren. Deze is afkomstig van een Amerikaanse walvisvaarder die zich op het eiland vestigde. In 1860 werd immigratie aan banden gelegd.
In 2013 wonen er 49 mensen op het eiland. Het eiland heeft een eilandraad, een eigen paspoortcontrole en een lagere school. De bevoorrading vanaf zee gebeurt eens in de vier maanden. Voor dit vervoer over water wordt gebruik gemaakt van longboats voor vervoer van passagiers en/of goederen van en naar het voor de kust voor anker liggende bevoorradingsschip. Ook zijn er geen verharde wegen en auto's op het eiland maar verplaatst men zich met rupsvoertuigen over de paden. De inwoners leven onder meer van de verkoop van zelfgemaakte goederen (vooral houtsnijwerk) en postzegels aan passerende schepen en verkoop van deze goederen via het internet. Er is één internetverbinding met een snelheid van 512 kB/s. De laatste jaren heeft zich ook een honingindustrie ontwikkeld. Ook leeft de bevolking van toerisme; zo'n 350 bezoekers, veelal passagiers van cruiseschepen, zetten er jaarlijks voet aan land. Er zijn echter geen hotels maar men vindt onderdak bij de bevolking thuis. Een enkeling onderneemt de moeizame tocht naar het eiland via vliegtuig- en bootverbindingen. Faciliteiten voor bezoekers zijn: een toeristenbureau, een museum over de Bounty, 4 wandelroutes, een winkel, een restaurant/bar (één avond per week geopend) en een discotheek in een omgebouwde woonkamer (ook één avond per week geopend). Voorts is er een politiebureau bemand met één agent uit Nieuw-Zeeland met één arrestantencel. Behalve de menselijke bevolking leeft er op het eiland een in 1950 door een bioloog achtergelaten 140 jaar oude schildpad.
Over de muiterij zijn veel boeken geschreven; bekend is vooral de trilogie Muiterij op de Bounty van Charles Nordhoff en James Norman Hall. Ook een van de vroegere bewoners, de lerares Rosalind Amalia Young, heeft een boek geschreven over de geschiedenis van Pitcairn en zijn bewoners (Mutiny of the bounty and Story of Pitcairn Island 1790-1894). Er zijn ook films over gemaakt.

## Geografie
Het hoogste punt van Pitcairn is met 347 meter de Pawala Valley Ridge, die gelegen is in het westen van het eiland.

## Trivia
- Tekenen van bewoning vóór de muiters zich vestigden zijn onder andere rotstekeningen en het verhaal dat de muiters Polynesische afgodsbeelden, die zij op het eiland aantroffen, in het water gooiden op een plek die zij 'Down the Gods' noemden.
- Verhalende plaatsnamen zijn gemeengoed op Pitcairn. Zo herinnert de plaatsnaam 'Where Minnie Off' aan de plek waar Minnie Christian door een golf van een klif af werd gespoeld (zij overleefde het). Dito voor 'Where Tom Off', 'Where Dan Fell', 'Where Freddie Fell'; 'Bang on Iron' waar vroeger de smidse stond. Weinig plaatsnamen herinneren nog aan de Polynesische mannen en vrouwen: 'Timiti's crack', waar een van de Polynesische mannen omkwam; Big Sully, genoemd naar Tevarua (de partner van Matt Quintal) 'Jenny's rock' genoemd naar Teehuteatuaonoa.
- De muiter Bill McCoy stierf officieel in 1798 doordat hij in een dronken bui zelfmoord zou hebben gepleegd door van een klif af te springen. Dat 'deed' hij echter met zijn handen en voeten vastgebonden.
- De eerste zoon van Fletcher Christian, Thursday October Christian, heette eerst Friday. Door het oversteken van de datumlijn op weg naar Pitcairn hadden de muiters zich echter een dag vergist. Thursday kreeg zijn naam omdat zijn vader hem een naam wilde geven die hem 'niet aan Engeland deed denken'.
- Er zijn verhalen dat Fletcher Christian niet bij de slachting van oktober 1793 is omgekomen, maar dat hij, waarschijnlijk met een sloep, van het eiland af is gekomen en terug is gegaan naar Engeland.
- De enige muiter op het eiland die van ouderdom is overleden, is John Adams (alias Alexander Smith).
- John Adams is de enige muiter met een bekend graf op Pitcairn. Hij ligt begraven tussen zijn vrouw en een van zijn dochters. Van geen van de andere muiters is bekend waar zij begraven zijn.
- De slachting waarbij een aantal van de muiters en de resterende Polynesische mannen omkwamen was niet enkel een geschil langs etnische lijnen. Quintal en McCoy vertrouwden enige tijd ook de overige muiters niet. Voorts zijn er aanwijzingen dat Ned Young op de hoogte was van de plannen van de Polynesische mannen en zij hadden afgesproken dat hem niets zou overkomen. In de dagen na de dood van William Brown, Fletcher Christian, Isaac Martin, John Mills en John Williams, leek er een bestand waarbij John Adams en Ned Young ogenschijnlijk vreedzaam met de Polynesische mannen omgingen. Zij spanden echter samen met een aantal van de Polynesische vrouwen om de overgebleven Polynesische mannen om te brengen. De vrouwen deden dat deels uit wraak over de dood van hun (westerse) echtgenoten. Ook begonnen de Polynesische mannen elkaar te bevechten om de gunst van de vrouwen: Timoa werd door Menealee doodgeschoten omdat hij Teraura (de echtgenote van Ned Young) probeerde te verleiden met fluitspel. Teatuahitea, de echtgenote van de vermoorde William Brown, verleidde Tetahiti tot seks. Toen hij daarna in slaap viel, sloeg Teraura hem met een bijl de schedel in. Op dat moment werd de laatste Polynesische man door Ned Young doodgeschoten.
- Muiter Isaac Martin was geen Engelsman maar een Amerikaan.
- Muiter Matthew Quintal werd door John Adams en Ned (Edward) Young met een hakbijl afgemaakt toen hij een steeds grotere bedreiging werd voor de vrouwen en de kinderen.
- Geen van de vrouwen die met de Polynesische mannen samenwoonden werd zwanger, hoewel sommige van die vrouwen twee of drie partners hadden. Daardoor zijn er geen nazaten van de Polynesische mannen op Pitcairn. Daar de betreffende vrouwen wel zwanger raakten toen zij na het bloedbad bij de overgebleven muiters introkken, wordt geloofd dat de Polynesische vrouwen zelf de hand hadden in het uitblijven van een zwangerschap.